# Byanca Beatriz Alves de Araujo
Byanca Beatriz Alves de Araujo, bekannt unter dem Spielernamen Byanca Brasil, (* 23. November 1995 in Rio de Janeiro) ist eine brasilianische Fußballspielerin.

## Karriere

### Verein
Gefördert von ihrem Vater, hat Byanca bereits im Kindesalter mit dem Fußballspiel begonnen und erfolgreich Aufnahme in die Nachwuchsteams diverser Clubs in Rio de Janeiro gefunden. Kontinuierliche Erfolge in verschiedenen Jugendwettbewerben, die maßgeblich auf ihre Torgefährlichkeit gründeten, haben ihr ab 2010 zu einer verstärkten Aufmerksamkeit der lokalen Sportberichterstattung, wie auch der Nachwuchssichtung als eines der viel versprechenden Talente des brasilianischen Frauenfußballs verholfen. Ihr Spiel zeichnet sich durch Schnelligkeit und eine hohe technische Versiertheit aus, was ihr die Titulierung „rainha das lambretas“ (Königin der Roller) einbrachte. Dieser, in Brasilien so bezeichnete, Trick mit der Hacke gehört zu ihren charakteristischen Spielmanövern, den sie nahezu fehlerfrei zur Ausführung bringt.
Weil der Frauenfußball im Staat Rio de Janeiro im brasilianischen Vergleich nur auf Amateurniveau betrieben wurde, ist Byanca beim Start der nationalen Frauenfußballmeisterschaft 2013 zum Frauenverein Foz Cataratas FC nach Paraná gewechselt, bei welchem sie sich einen besseren Start in eine Profikarriere versprach. Nach zwei erfolgreichen Jahren hat sie zu Jahresende 2014 ein Gastspiel bei Acadêmica Vitória im Wettbewerb der Copa Libertadores Feminino gegeben, in dem sie ein Tor erzielten konnte. Im ersten Halbjahr 2015 ist sie für die AE Kindermann aufgelaufen, mit der sie die Copa do Brasil gewinnen und sich die Torjägerkrone des Wettbewerbs sichern konnte. In der Meisterschaft desselben Jahres ist sie für die AD Centro Olímpico angetreten.
Zur Saison 2016 ist Byanca in die Mannschaft der Kooperative von Grêmio Osasco Audax und dem SC Corinthians im Staat São Paulo gewechselt, mit der sie ein zweites Mal die Copa do Brasil gewinnen konnte. Zur Meisterschaftssaison 2017 ist sie im vereinseigenen Team von Corinthians verblieben, mit dem sie das Finale der Série A1 erreicht hat, dort aber dem Santos FC unterlegen war. Im November und Dezember 2017 spielte Byanca auf Leihbasis für den SC Internacional in den Finalspielen um die Staatsmeisterschaft von Rio Grande do Sul.
Im Februar 2018 wechselte Byanca für ein zweijähriges Engagement beim Wuhan Jiangda WFC in die chinesische Liga. Nach Ablauf ihres Vertrages in China wurde im Dezember 2019 ihre Rückkehr zum SC Internacional bekannt gegeben. Nach einer Spielzeit in Porto Alegre verkündete Byanca im Februar 2021 ihren Wechsel zum Santos FC für die kommende Spielzeit.

### Nationalmannschaft
Seit ihrem zehnten Lebensjahr hat Byanca diverse Jugendauswahlmannschaften des brasilianischen Fußballverbandes durchlaufen. 2012 war sie mit acht Toren die zweitbeste Torschützin bei der U-17 Südamerikameisterschaft in Bolivien und erzielte zwei weitere Tore bei der U-17 Weltmeisterschaft in Aserbaidschan im selben Jahr. Zum Titelgewinn bei der U-20 Südamerikameisterschaft 2014 in Uruguay steuerte sie drei Tore bei. Beim darauffolgenden Vorrundenaus bei der U-20 Weltmeisterschaft in Kanada erzielte sie einen weiteren Treffer.

## Erfolge
Nationalmannschaft
- U-20 Südamerikameisterin: 2014
- U-17 Südamerikameisterin: 2012

Verein
- CONMEBOL Copa Libertadores: 2017, 2022
- Brasilianische Pokalsiegerin: 2015, 2016
- Staatsmeisterin von São Paulo: 2022
- Staatsmeisterin von Rio Grande do Sul: 2017, 2020
- Staatsmeisterin von Paraná: 2013, 2014
- Staatsmeisterin von Minas Gerais: 2023, 2024

Auszeichnungen
- Torschützenkönigin der Copa do Brasil: 2015
- Torschützenkönigin der Staatsmeisterschaft von Paraná: 2014[7]
- Torschützenkönigin der Staatsmeisterschaft von Minas Gerais: 2023 (11 Tore), 2024 (11 Tore)